# Чјерна Вода
Чјерна Вода (слч. Čierna Voda) насељено је мјесто са административним статусом сеоске општине (слч. obec) у округу Галанта, у Трнавском крају, Словачка Република.

## Становништво
| Година:    | 1994. | 2004.   | 2014.   | 2024.   |
| ---------- | ----- | ------- | ------- | ------- |
| Број људи: | 1321  | 1410    | 1377    | 1397    |
| Разлика:   |       | +6,73 % | -2,34 % | +1,45 % |

| Година:    | 2023. | 2024.   |
| ---------- | ----- | ------- |
| Број људи: | 1408  | 1397    |
| Разлика:   |       | -0,78 % |

Према подацима о броју становника из 2011. године насеље је имало 1.401 становника.